# Церква Різдва Пресвятої Богородиці (Новосілки-Гостинні)
Церква Різдва Пресвятої Богородиці — церква ПЦУ в селі Новосілки-Гостинні Самбірського району Львівської області.

## Історія
- 1998рік — Патріархом Димитрієм закладено наріжний камінь храму
- 2010рік — Храм збудовано.
- 2012рік — Митрополит львівський Макарій освятив храм
- 2020-21роки — Розписується храм
- 21 вересня 2021 року — Митрополит львівський Макарій освятив чин оновлення храму
- 1 вересня 2023 року — перехід храму на новий календар

## Вигляд
Ззовні церква помальована у жовтий колір, має 5 куполів. У середині церква має розпис. Розписували церкву в літку 2020 року.

## Галарея

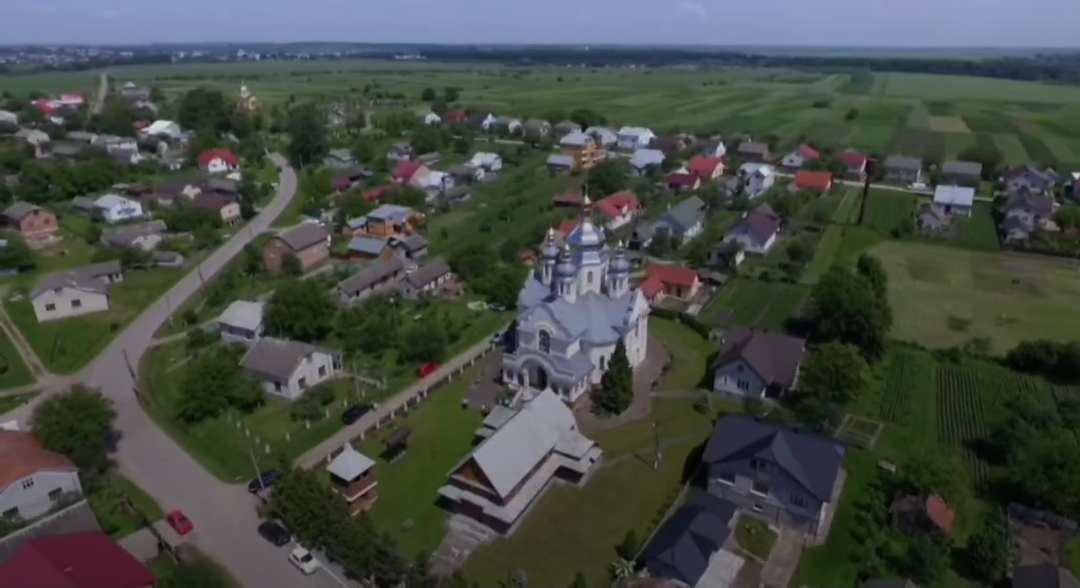
Церква з висоти пташиного польоту
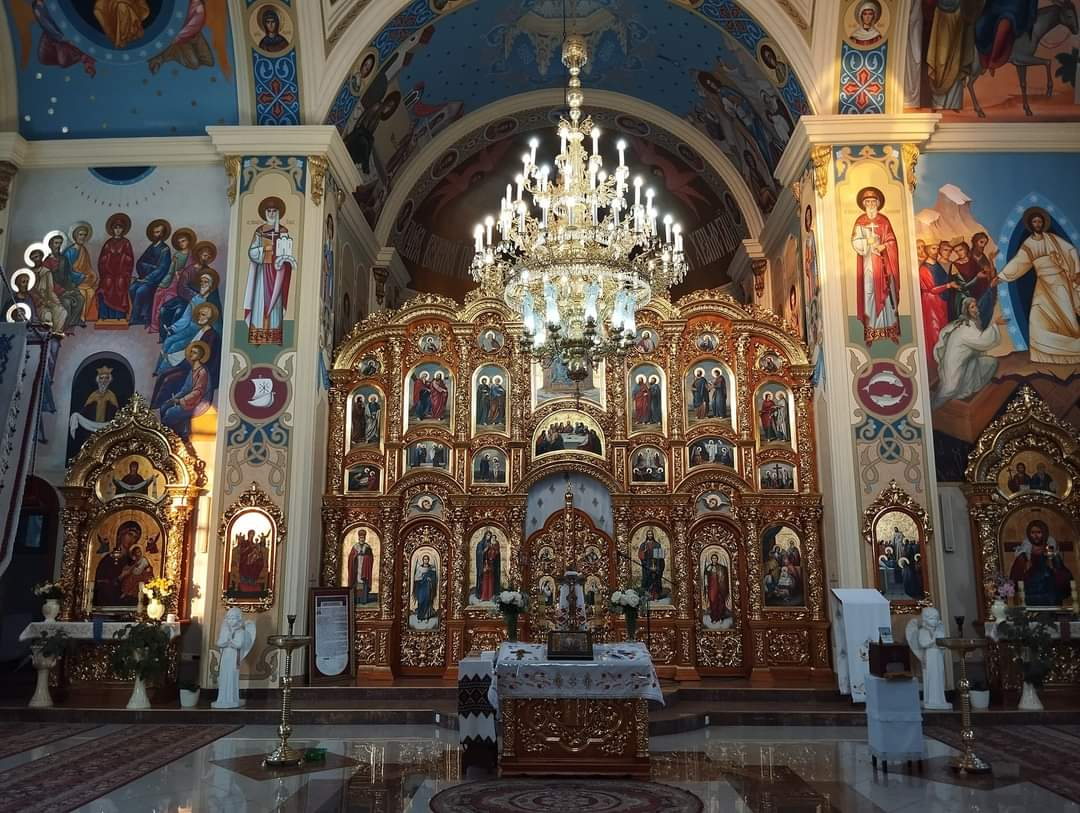
Церква всередині
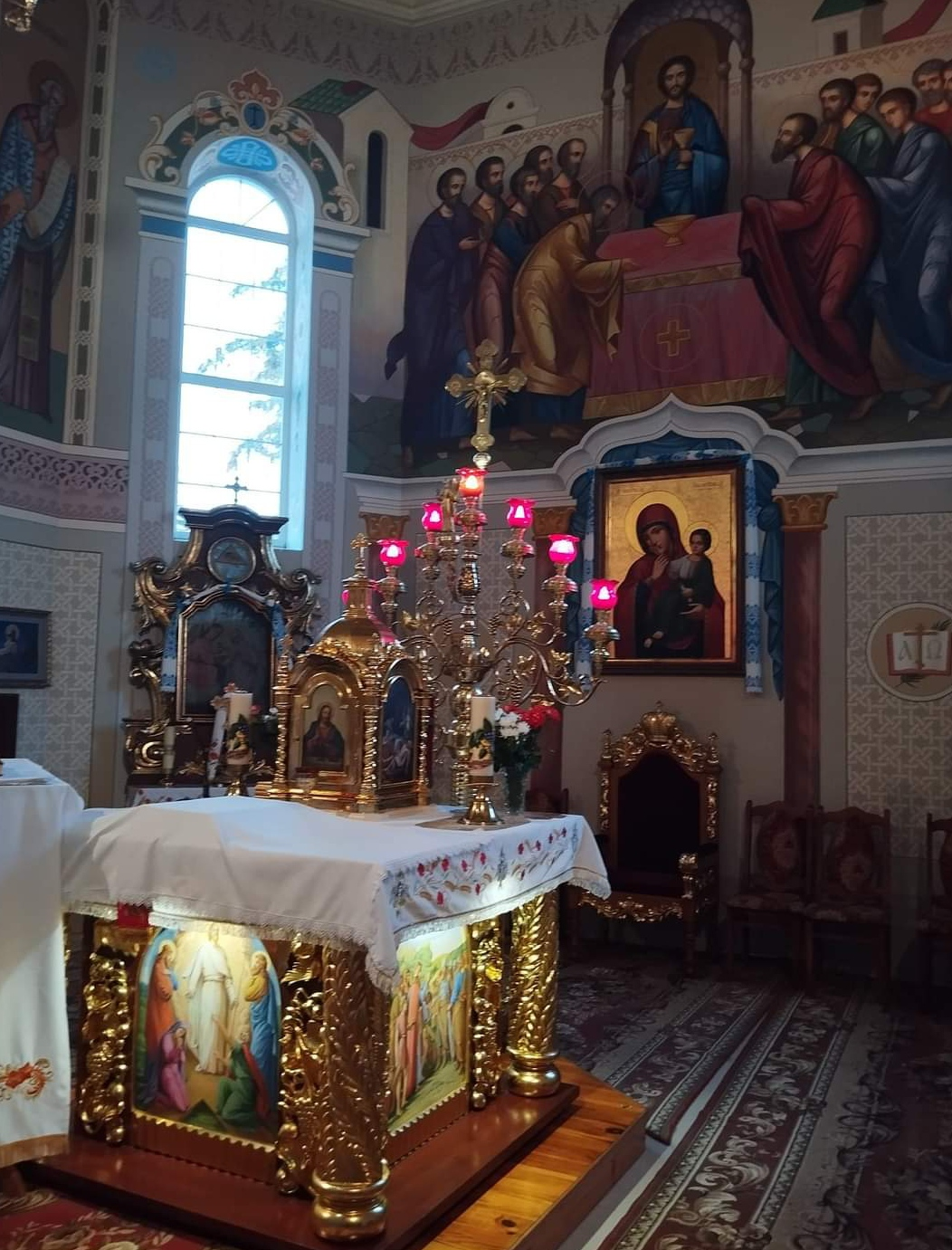
Вівтар